# ディーエルエイ・パイパー東京パートナーシップ外国法共同事業法律事務所
DLA Piper（ディーエルエイ・パイパー）は、南北アメリカ大陸、アジア太平洋、ヨーロッパ、アフリカ、中東の40カ国以上にオフィスを構える世界最大級の国際法律事務所。

## DLA Piperの概要
DLA Piperは、150年以上の歴史を有する英系法律事務所のDLA LLPと、米系法律事務所でサンディエゴを拠点とするGray Cary Ware & Freidenrich LLP、ボルチモアを拠点とするPiper Rudnick LLPの三者による、かつて例のなかった英米事務所の統合という歴史的な合併を経て、2005年1月に設立された。 
現在では、ニューヨーク、ロンドン、パリ、上海、香港、シンガポール、バンコク、サンパウロ、ドバイ等、世界の40を超える国と地域に90を超える拠点を有する、世界最大級の国際的な法律事務所である。上述のような経緯から、米系、英系といった偏りがなく、ほぼ世界中にオフィスがあるところが特徴的であり、組織的にも、いわゆるフランチャイズやローカル・パートナーのモデルではなく、グローバル・パートナーシップの形で事業展開がなされている。 

## 東京オフィスの概要
DLA Piperの東京オフィスである、ディーエルエイ・パイパー東京パートナーシップ外国法共同事業法律事務所（DLA Piper Tokyo Partnership）は、2005年にDLA Piperの日本における拠点として開設された。既存の国内系渉外法律事務所との合併や特定共同という形での日本進出ではなく、前身となる日本の法律事務所を持たない（純粋に新規設立された）外資系事務所としては比較的歴史が長い。また、外国法弁護士と日本法弁護士が異なる組織・部門に属するのではなく、一体となって案件処理を行うスタイルを採用しているとされる。 

## 業務分野
世界中で活動する多国籍企業の多種多様な法的ニーズに応えるべく、コーポレート、労務、ファイナンス・プロジェクト・リストラクチャリング、知的財産・技術、訴訟・規制、不動産、税務の７つのプラクティスグループと、ライフ・サイエンス、エネルギー＆天然資源、金融、メディア及びスポーツ、テクノロジーなどを含む10のセクターグループを擁しており、世界各地で顧客に専門性の高いアドバイスをワンストップで提供している。 

## プロボノ活動
主要な拠点においてプロボノ専従の弁護士を配置しているほか、様々な国際機関への無料法律業務を提供するなど、世界的に見ても積極的なプロボノ活動で知られている。多様性への強いコミットメントを示しているDLA Piperは、LGBT+に焦点を当てたNGOや個人に特化した国際的なプロボノサービス・プログラム「Iris Presents」の提供、UNHCR（国連難民高等弁務官事務所）とのパートナーシップによりプロボノ支援と財政支援を提供している。 
東京オフィスでは、LGBTをはじめとする性的マイノリティへの理解促進と、性的指向や性自認に基づく差別の撤廃を目的とするNPO法人 LGBTとアライのための法律家ネットワーク（通称：LLAN（Lawyers for LGBT & Allies Network））の賛同団体として、日本における婚姻の平等に関する外国法調査報告書などに取り組んでいるほか、認定NPO法人 難民支援協会のプロボノ活動に協力する事務所として、日本における難民認定手続や不認定の場合の不服申立てに関する法的支援を行っている。 

## 受賞・評価

### Chambers Global
- 2024年 Corporate M&A Domestic およびInternationalの分野でランク入りしている。また、東京オフィス所属の3名の弁護士・外国法事務弁護士と、ニューヨーク・オフィス所属の外国弁護士がランク入りしている。
- 2023年 Corporate M&A Domestic およびInternationalの分野でランク入りしている。また、東京オフィス所属の3名の弁護士・外国法事務弁護士と、ニューヨーク・オフィス所属の外国弁護士がランク入りしている。

### Chambers Asia-Pacific
- 2024年 Corporate M&A、EmploymentおよびTaxの分野でランキング入りしている。また、東京オフィス所属の5名の弁護士・外国法事務弁護士がランク入りしている。
- 2023年 Corporate M&A、EmploymentおよびTaxの分野でランキング入りしている。また、東京オフィス所属の4名の弁護士・外国法事務弁護士がランク入りしている。

### Legal 500 Asia-Pacific
- 2023年 Corporate M&A, Labour and Employment, Intellectual Property, Real Estate および Taxの分野でランキング入り。また、東京オフィス所属の3名の弁護士がLeading Individualsおよび、Rising Starに選出されている。

### Mergermarket
- 2022年、DLA PiperはグローバルM&A法務アドバイザー・リーグテーブル（取引件数）において、13年連続で1位[1]にランクされている。また日本におけるM&A法務アドバイザーリーグテーブル（取引件数）では、日本の外国法事務弁護士事務所の中で2位にランクされている。